# Запудє
Запудє (словен. Zapudje) — поселення в общині Чрномель, Південно-Східна Словенія, Словенія. Висота над рівнем моря: 272,8 м.